# Le Chalon
Le Chalon é uma comuna francesa na região administrativa de Auvérnia-Ródano-Alpes, no departamento de Drôme. Estende-se por uma área de 8,38 km². Em 2010 a comuna tinha 217 habitantes (densidade: 25,9 hab./km²).